# Ibériai iszaptúróbéka
Az ibériai iszaptúróbéka (Pelodytes ibericus) a kétéltűek (Amphibia) osztályába és  a békák (Anura) rendjébe és a iszaptúróbéka-félék (Pelodytidae) családjába tartozó faj.

## Előfordulása
Spanyolország és Portugália területén honos. Mérsékelt övi erdők lakója, ahol található folyó, tó vagy mocsár.